# Zagłada Hyperiona
Zagłada Hyperiona (w tłumaczeniu Radosława Januszewskiego i Marka Rudnika, Upadek Hyperiona w tłumaczeniu Wojciecha Szypuły, tytuł oryg. The Fall of Hyperion) – powieść science fiction autorstwa Dana Simmonsa z 1990, kontynuacja powieści Hyperion i drugi tom z serii o tej samej nazwie. Tytuł powieści nawiązuje do poematu Johna Keatsa The Fall of Hyperion: A Dream.

## Fabuła
Powieść kontynuuje historię siedmiorga pielgrzymów, rozpoczętą w powieści Hyperion. Pielgrzymi docierają do Grobowców Czasu, gdzie mają nadzieję spotkać Chyżwara. Tymczasem Hegemonia prowadzi wojnę z Intruzami, którzy nie tylko wygrywają bitwę o Hyperiona, ale również dokonują ataku na Sieć. Narastają tarcia między ludźmi a sztucznymi inteligencjami z TechnoCentrum. Okazuje się, że SI zdołały w przyszłości stworzyć Najwyższy Intelekt (NI), który wysłał do przeszłości informację o istnieniu innego NI – NI ludzi, powstałego w wyniku kosmicznego przypadku, złożonego z trzech elementów: Intelektu, Empatii i Pustki Która Łączy. Oba NI prowadziły ze sobą wojnę, dopóki Empatia nie ukryła się w przeszłości. NI sztucznych inteligencji stara się ją odnaleźć, aby móc kontynuować walkę.
W książce pojawia się nowy główny bohater: Joseph Severn, będący drugą repliką osobowości Johna Keatsa, a który przybrał nazwisko i personę angielskiego malarza. Z niewyjaśnionej przyczyny śni on sny o pielgrzymach.

## Nagrody
W 1990 powieść była nominowana do nagrody Nebula, a w 1991 zdobyła nagrody Locusa i BSFA oraz była nominowana do nagrody Hugo za najlepszą powieść.